# 第93独立機械化旅団 (ウクライナ陸軍)
第93独立機械化旅団（だい93どくりつきかいかりょだん、ウクライナ語: 93-тя окрема механізована бригада）は、ウクライナ陸軍の旅団。東部作戦管区隷下。
ソビエト連邦軍時代は第二次世界大戦で活躍し、数々の栄誉を授与された。豊富な実戦経験を持ち、ロシアのウクライナ侵攻後は、西側諸国供与の装備、ロシア連邦軍からの鹵獲品、義勇軍の配属などで増強され、ウクライナ軍で最も有能な部隊のひとつとされる。

## 概要

### 第二次世界大戦
1943年5月10日、第二次世界大戦の影響に伴い、赤軍の第13独立親衛狙撃旅団、第92独立親衛狙撃旅団を基幹に第93親衛狙撃師団としてロシア・ソビエト連邦社会主義共和国で創設された。
1943年7月から独ソ戦に投入され、枢軸国に勝利し、赤旗勲章、2等スヴォーロフ勲章、2等クトゥーゾフ勲章、名誉称号「ハリコフ」を授与され、14人のソ連邦英雄を輩出した。
1946年戦後、ハンガリー共和国に移駐し、機械化に伴い、第35親衛機械化師団に改編された。

### 冷戦
1957年5月17日、歩兵部隊化に伴い、第35親衛自動車化狙撃師団に改編された。
1965年1月、師団番号返還に伴い、第93親衛自動車化狙撃師団に改称された。
1978年12月からアフガニスタン紛争に投入された。
1986年4月、チェルノブイリ原子力発電所事故に災害派遣された。
1991年1月、第1098防空連隊が第201自動車化狙撃師団隷下に転属した。
1991年1月、ウクライナ・ソビエト社会主義共和国ドニプロペトロウシク州に移駐した。

### ウクライナ陸軍

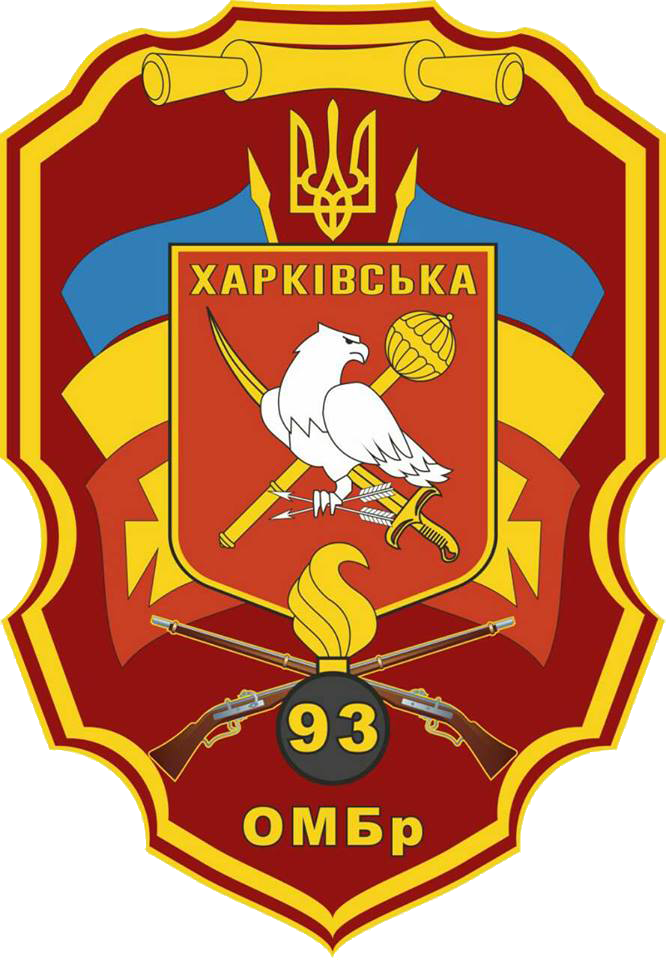
第93独立親衛機械化旅団章

1991年12月、ソビエト連邦の崩壊とウクライナの独立で創設されたウクライナ陸軍に編入し、第6軍団隷下の第93親衛機械化師団に改編された。
1992年7月、ウクライナの国際連合平和維持活動参加に伴い、第112親衛自動車化狙撃連隊を基幹に第108平和維持訓練所が創設された。以後、イラク、コソボ、コンゴに平和維持軍として駐留した。
2002年12月、部隊縮小に伴い、第93独立親衛機械化旅団に改編された。

### ドンバス戦争
2014年3月、ロシアのクリミア侵攻の影響に伴い、ロシアと国境を接する東部ルハーンシク州、北東部ハルキウ州に配備された。以後はドンバス戦争で東部ルハーンシク州、ドネツィク州に再配置された。
2014年11月、ウクライナ領土防衛大隊の第20ドニプロペトロウシク領土防衛大隊（第20独立自動車化歩兵大隊に改称）、第37ザポリージャ領土防衛大隊（第37独立自動車化歩兵大隊に改称）が配属された。
2015年5月、第37独立自動車化歩兵大隊が新編の第56独立自動車化歩兵旅団隷下に転属した。
2015年11月18日、ロシアとの関係悪化によりソビエト連邦軍時代に授与された、赤旗勲章、スヴォーロフ勲章、クトゥーゾフ勲章、名誉称号「親衛隊」を返上し、第93独立機械化旅団に改称された。
2018年8月22日、ウォロディミル・ゼレンスキー大統領から、名誉称号「ホロドニー・ヤール」を授与された。

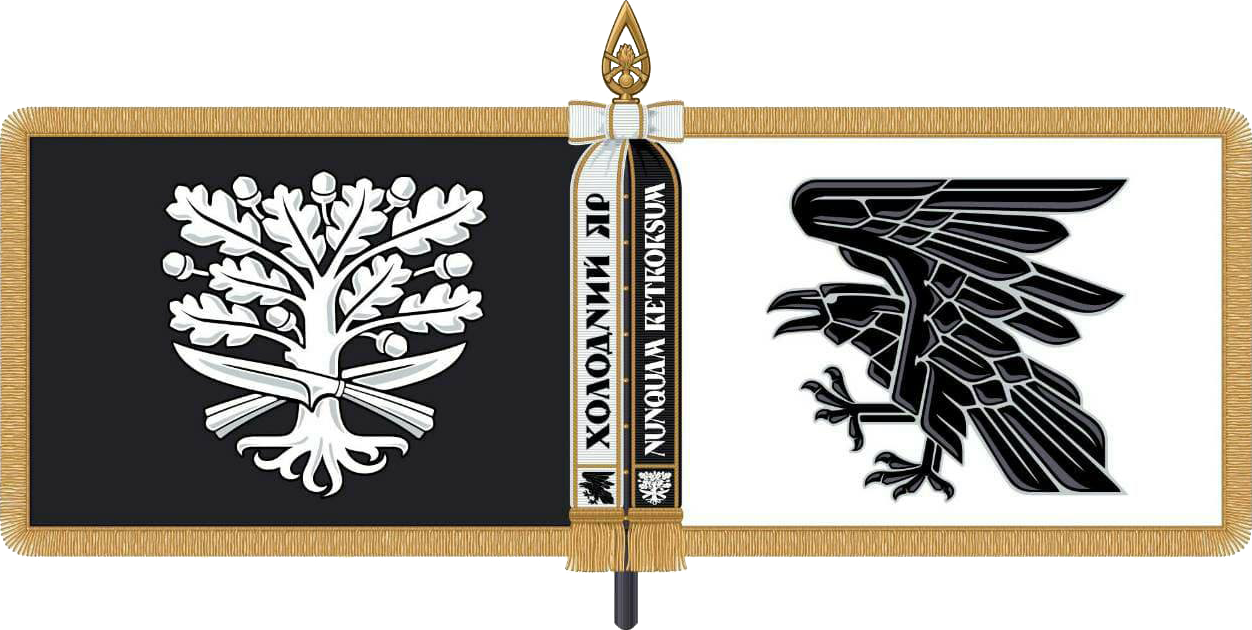
第93旅団旗
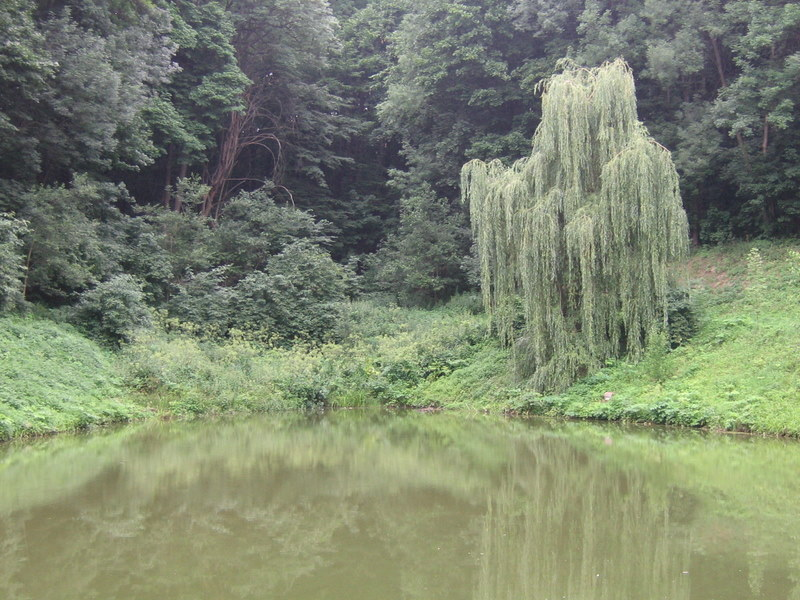
ホロドニー・ヤール

### ロシアのウクライナ侵攻

#### 北部・スームィ戦線

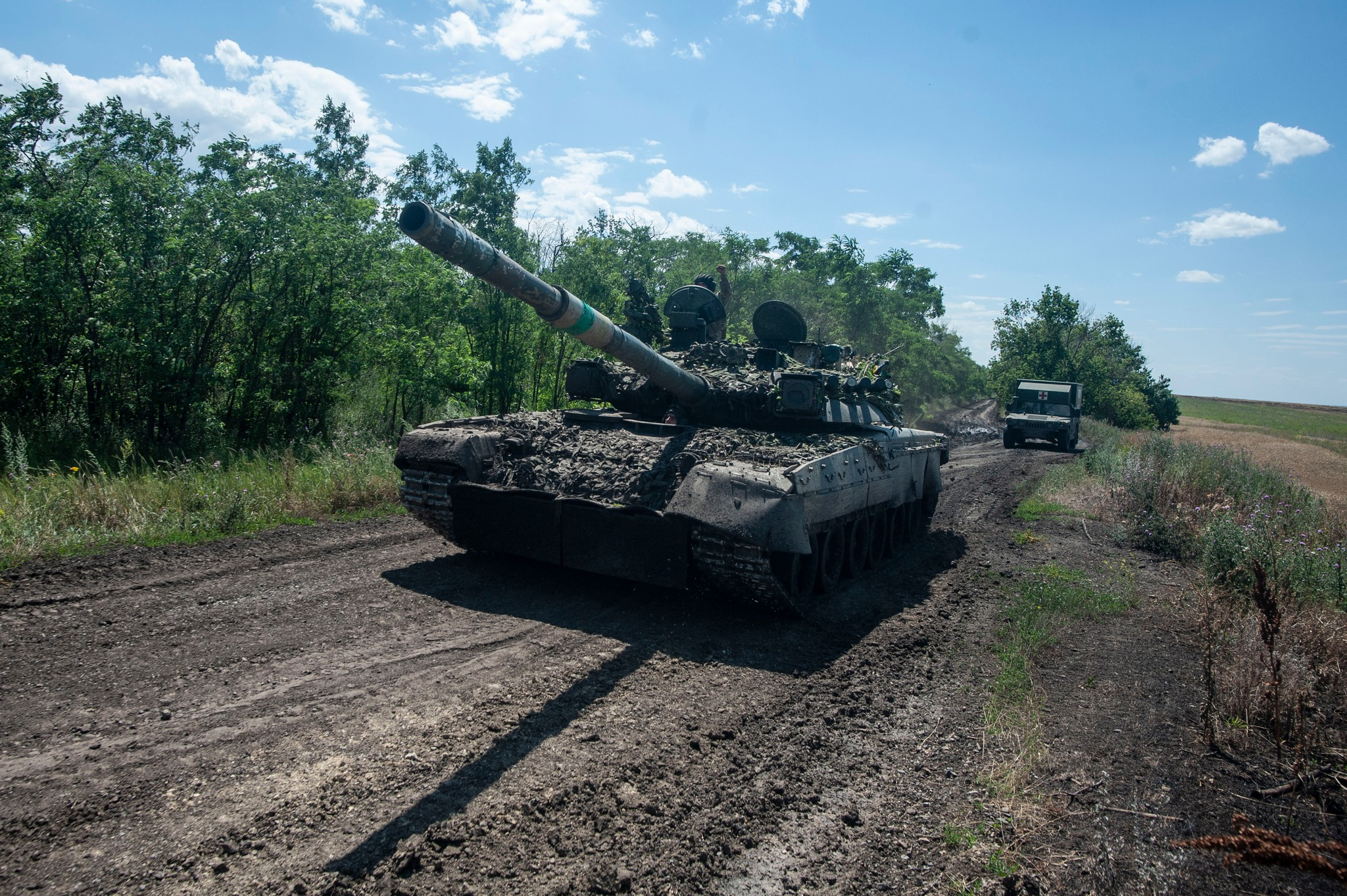
ロシア軍から鹵獲したT-80UKを運用する様子

2022年2月24日、ロシアのウクライナ侵攻ではロシアと国境を接する北部スームィ州に配備され、ロシアから進軍してくるロシア軍と交戦し、ウクライナ北東部攻勢の最前線となった。3月にトロスチャネツィで第1親衛戦車軍隷下の第4親衛戦車師団と交戦し、トロスチャネツィを解放し、4月上旬にロシア軍はスームィ州から撤退した。
2022年5月6日、ウォロディミル・ゼレンスキー大統領から、勇気と勇敢さに対する栄誉賞を授与された。

#### 北東部・イジューム戦線
2022年5月、北東部ハルキウ州イジューム地区に再配置され、イジューム守備隊の救援で戦線を安定させ、ブチャの虐殺に関与した第64独立親衛自動車化狙撃旅団を全滅させた。9月上旬には攻勢を開始し、ハルキウ州の大部分を解放した。

#### 東部・バフムート戦線
2022年10月、激戦地の東部ドネツィク州バフムート地区に再配置され、ソレダルを防御していたが、12月にローテーションで第24独立機械化旅団と交代して後方に移動した。2023年2月に戦況の悪化で戦線復帰した。
2023年2月、1個機械化大隊を基幹に第43独立機械化旅団が創設された。

#### 東部・スヴァトヴェ-クレミンナ戦線
2023年7月、東部ルハーンシク州セヴェロドネツィク地区に再配置され、クレミンナ方面に展開した。12月に1個機械化大隊がクプヤンシク方面に分遣された。

#### 東部・バフムート戦線
2024年2月、激戦地の東部ドネツィク州バフムート地区に再配置され、バフムート西のチャシウ・ヤール方面に展開した。

#### 東部・アウディーイウカ戦線
2024年9月、激戦地の東部ドネツィク州ポクロウシク地区に再配置され、友軍の救援で第12特務旅団アゾフ、第15特務旅団と共にアウディーイウカ北西のポクロウシク方面に展開した。

## 編制
- 旅団司令部（チェルカスケ）
- 第1機械化大隊
- 第2機械化大隊
- 第3機械化大隊
- 戦車大隊
- 第20自動車化歩兵大隊
- 第2自動車化歩兵大隊
- 第1小銃大隊
- 第2小銃大隊
- 第69独立小銃大隊
- シグナム大隊
- 旅団砲兵群
  - 本部中隊
  - 第1自走砲大隊
  - 第2自走砲大隊
  - ロケット砲大隊
  - 対戦車砲大隊
- 防空大隊

- 工兵大隊
- 整備大隊
- 兵站大隊
- 偵察中隊
- 電子戦中隊
- 通信中隊
- レーダー中隊
- NBC防護中隊
- 衛生中隊
- 無人機大隊 ブラックレイヴン

## 2017年編制

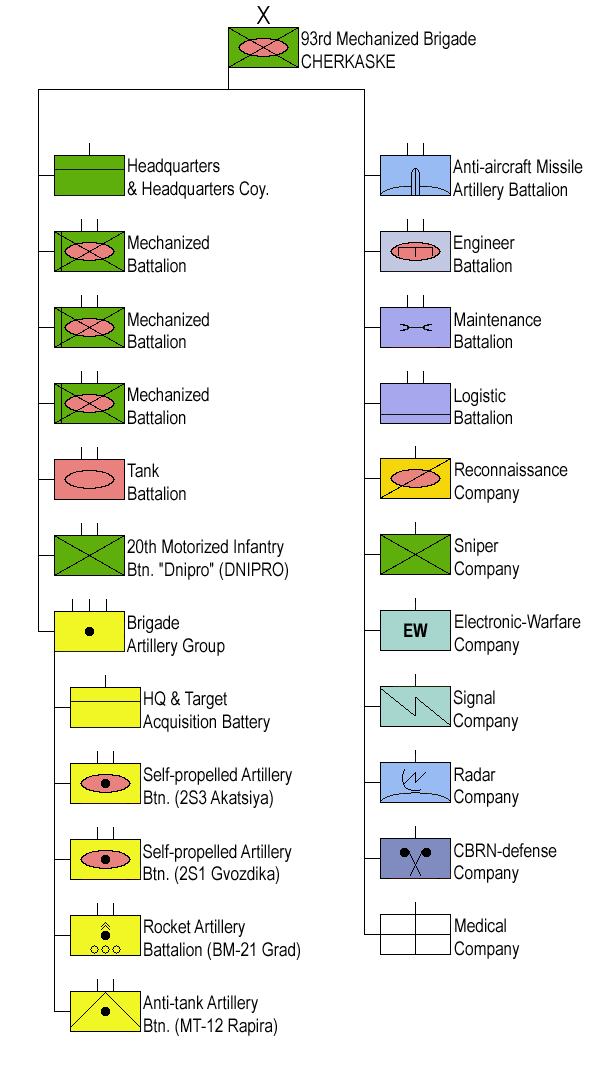
編制図

- 旅団司令部（チェルカスケ）
- 第1機械化大隊
- 第2機械化大隊
- 第3機械化大隊
- 戦車大隊
- 第20独立自動車化歩兵大隊（ドニプロ）
- 旅団砲兵群
  - 本部中隊
  - 第1自走砲大隊
  - 第2自走砲大隊
  - ロケット砲大隊
  - 対戦車砲大隊
- 防空大隊

- 工兵大隊
- 整備大隊
- 兵站大隊
- 偵察中隊
- 狙撃中隊
- 電子戦中隊
- 通信中隊
- レーダー中隊
- NBC防護中隊
- 衛生中隊

## 第93親衛自動車化狙撃師団編制
- 師団司令部（ハンガリー）
- 第5親衛自動車化狙撃連隊
- 第110親衛自動車化狙撃連隊
- 第112親衛自動車化狙撃連隊
- 第134親衛戦車連隊
- 第198親衛砲兵連隊
- 第1098防空連隊
- 第33独立戦車大隊
- 第347独立ミサイル大隊
- 第456独立対戦車砲大隊

- 第16独立偵察大隊
- 第108独立親衛工兵大隊
- 第166独立親衛通信大隊
- 第73独立整備大隊
- 第1119独立補給大隊
- 第133独立化学防護大隊
- 第89独立衛生大隊

## 指揮官
- ルスラン・シェフチュク（ウクライナ語版）大佐 (2022年1月21日〜2023年)
- パブロ・パリサ大佐 (2023年〜2024年11月)
- シャミル・クルトコフ中佐 (2024年11月〜)[23]

## ギャラリー

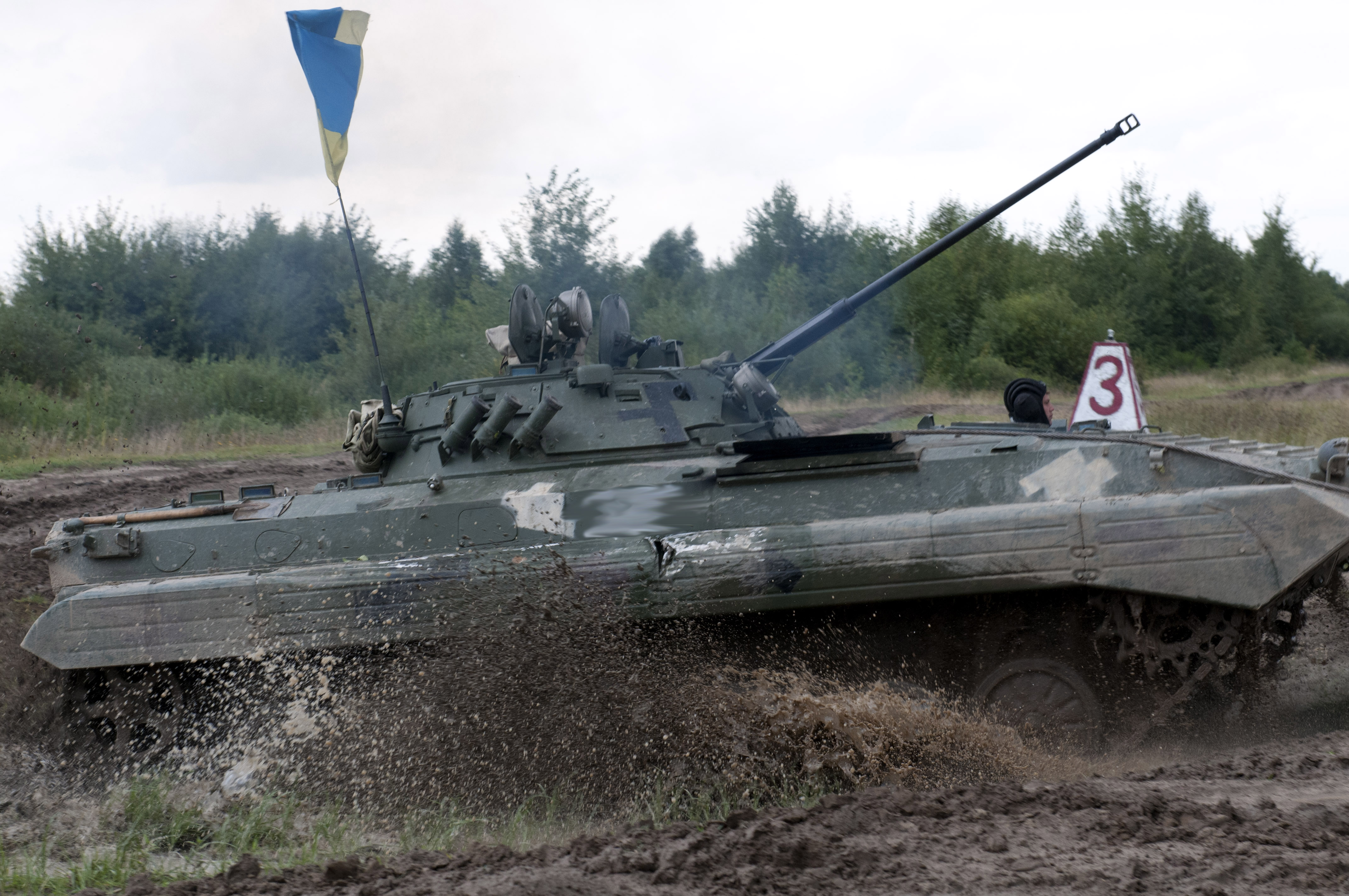
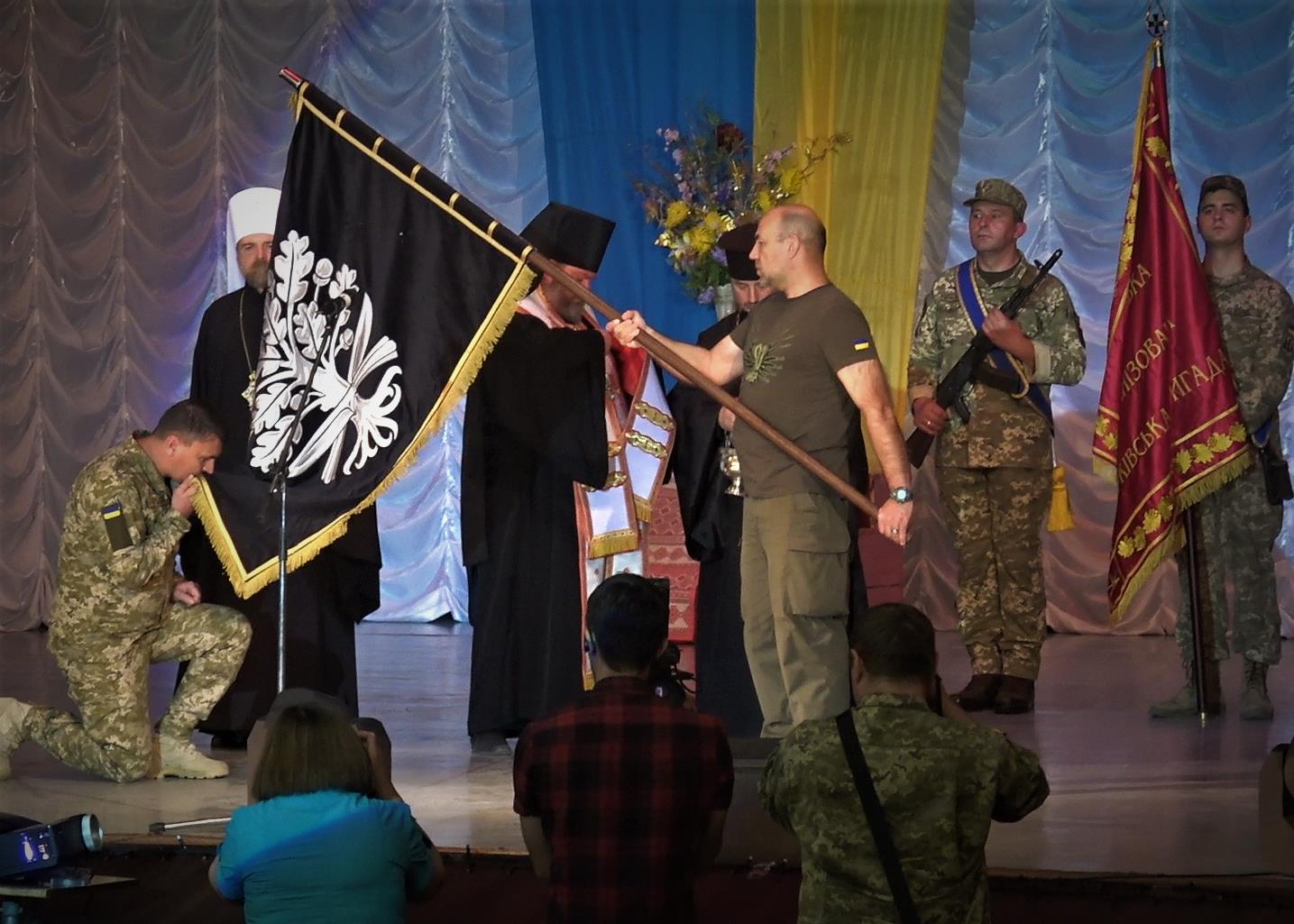
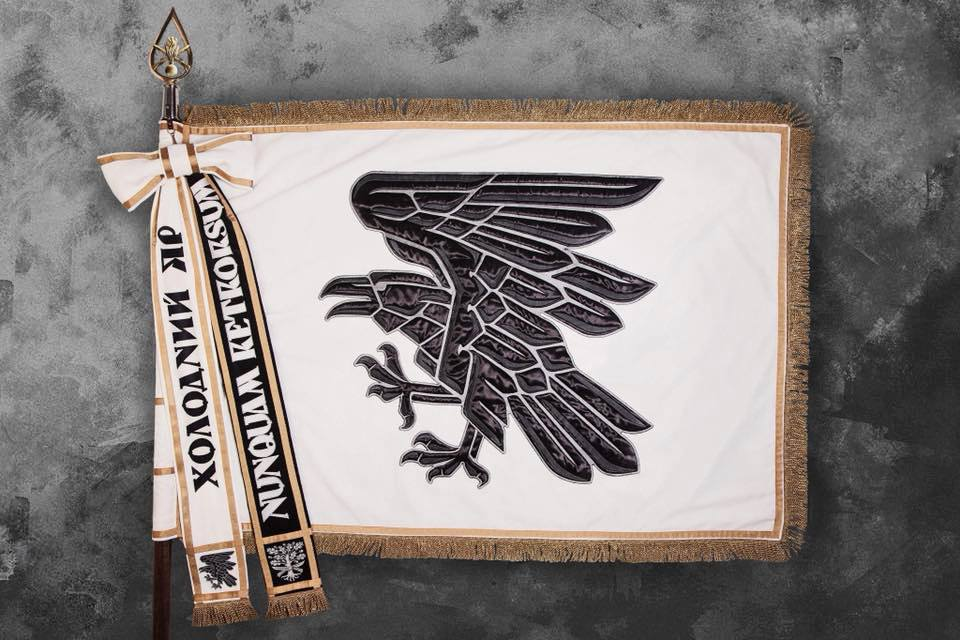
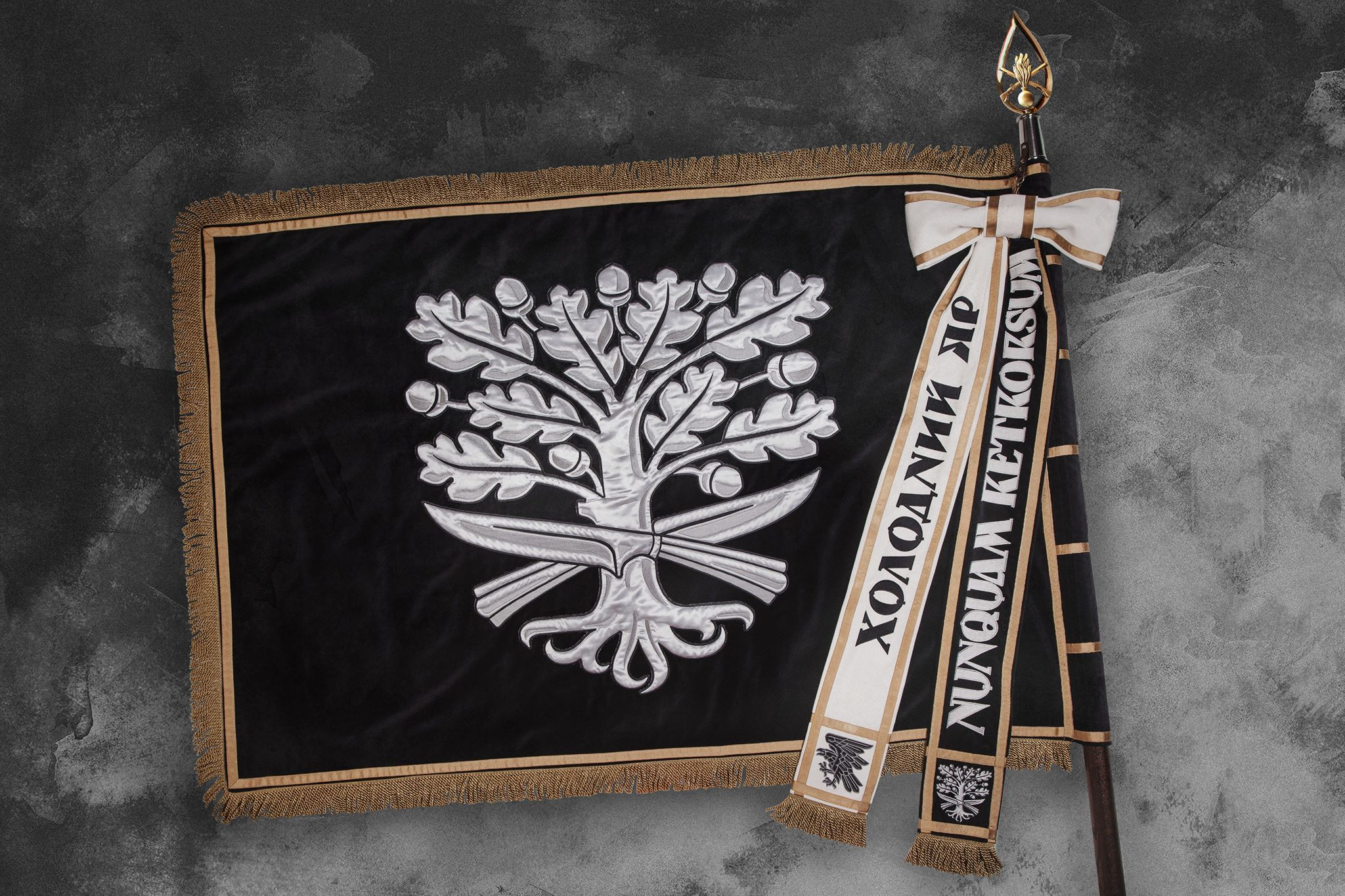
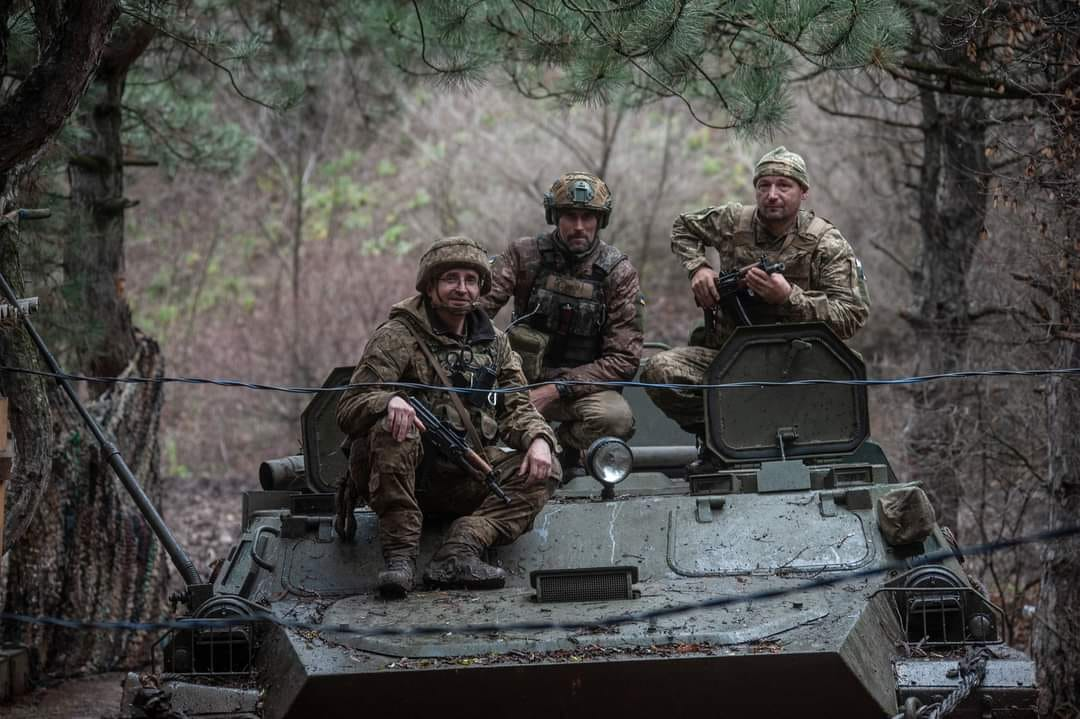
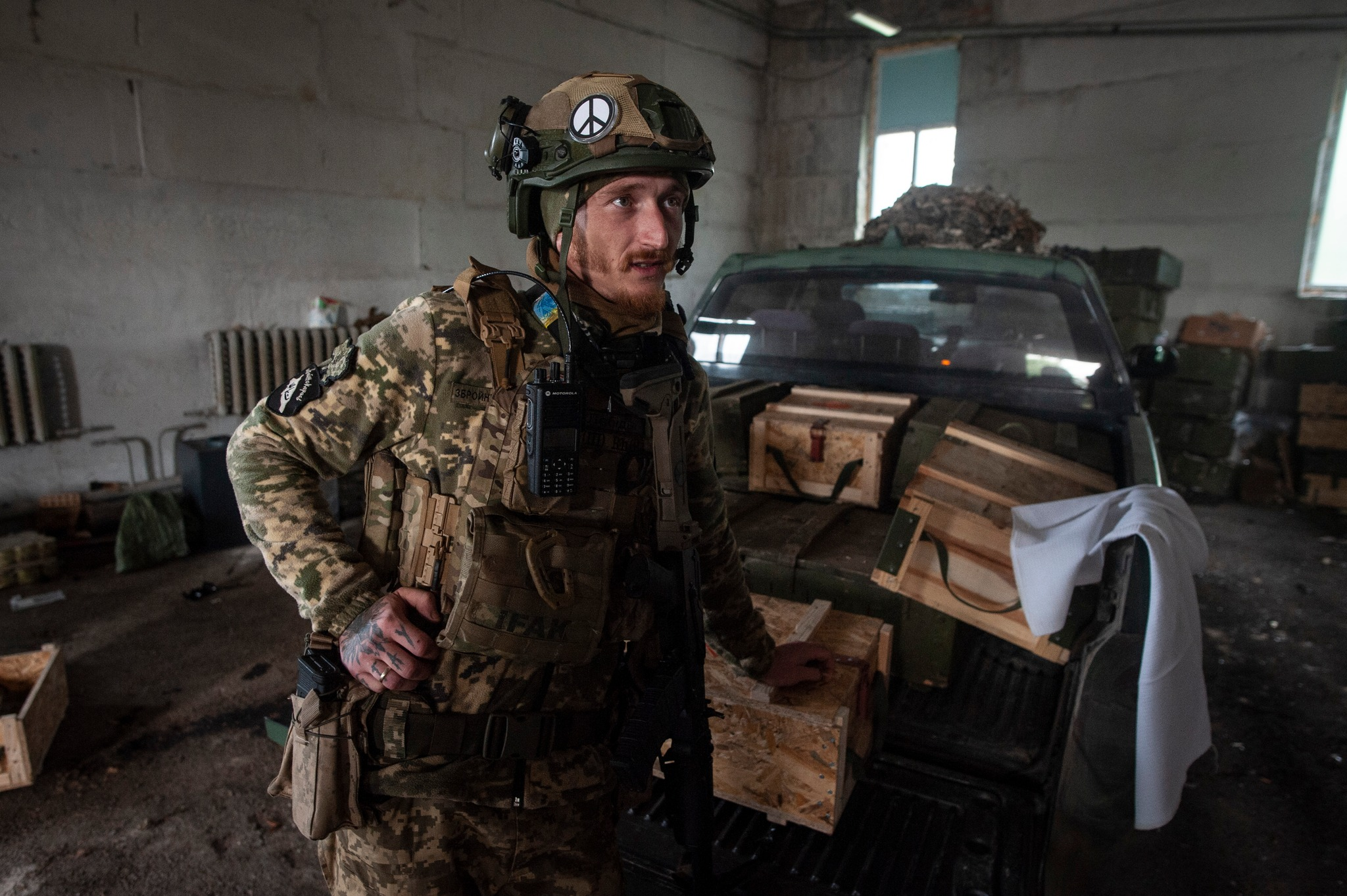
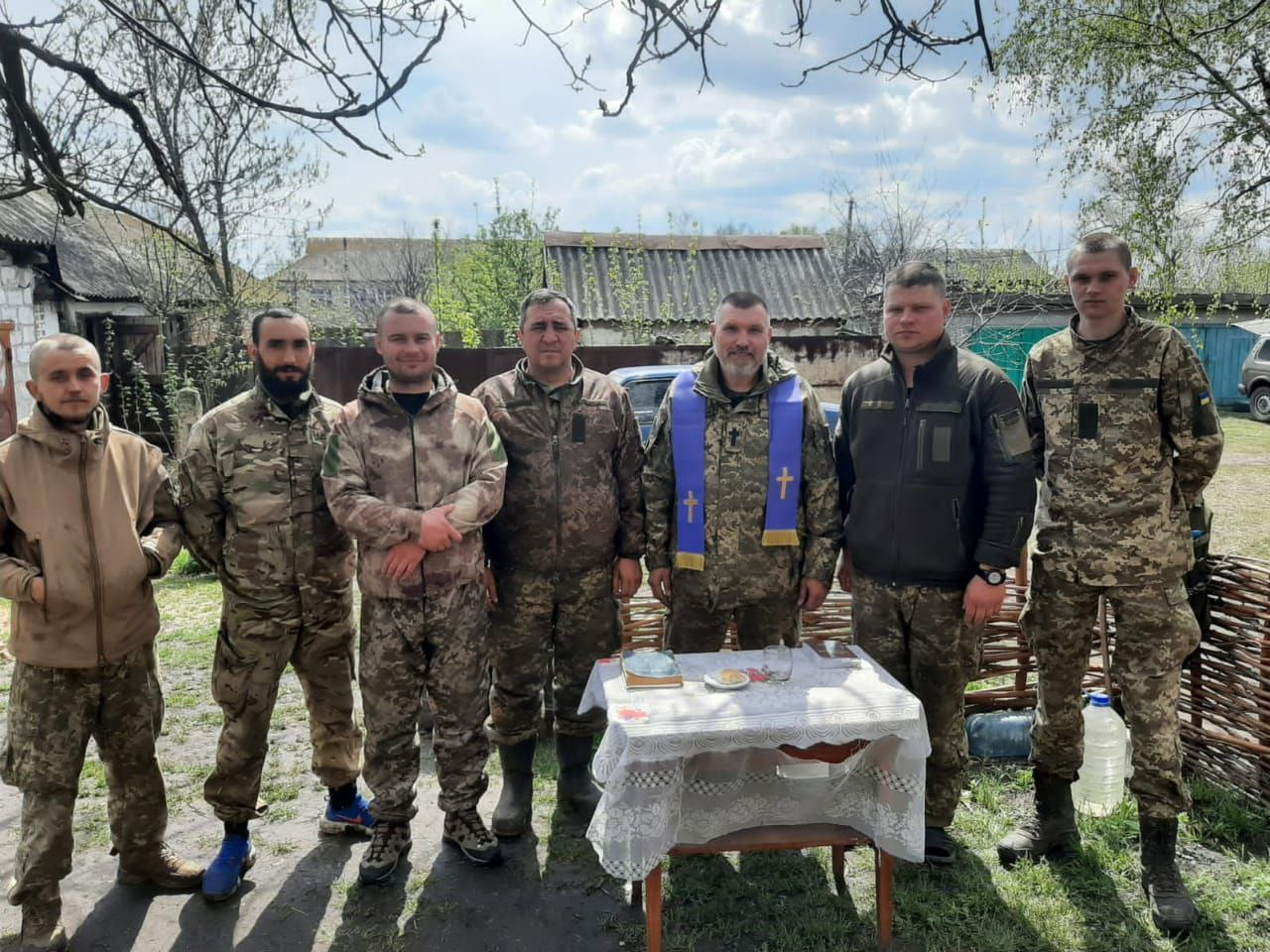
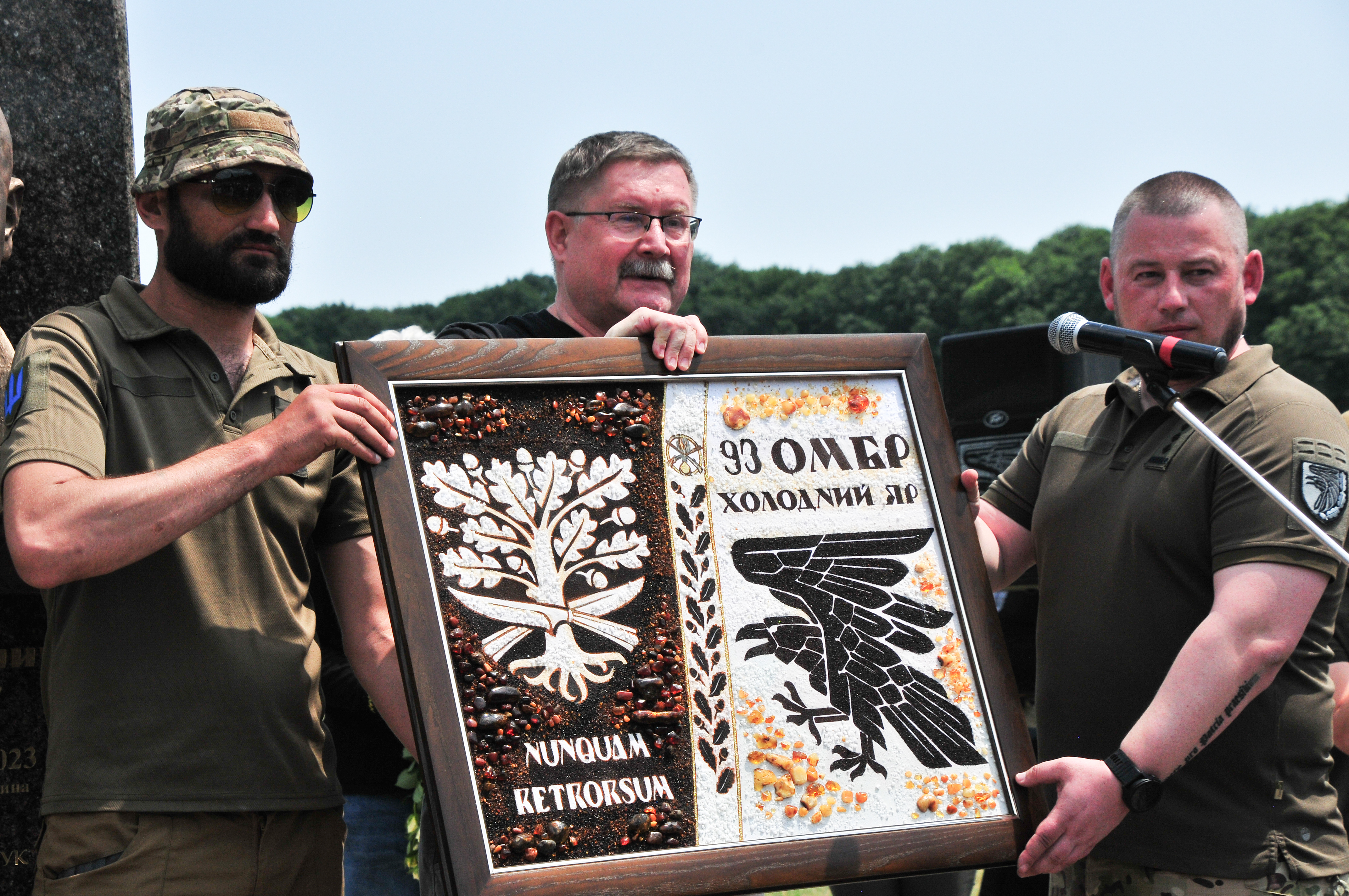